# Polychelidae
Polychelidae is een familie van kreeftachtigen uit de klasse van de Malacostraca (hogere kreeftachtigen).

## Geslachten
- Cardus Galil, 2000
- Homeryon Galil, 2000
- Pentacheles Bate, 1878
- Polycheles Heller, 1862
- Stereomastis Spence Bate, 1888
- Willemoesia Grote, 1873